# Ньюэлтин
Ньюэлтин (англ. Nueltin Lake) — озеро на границе Манитобы и территории Нунавут в Канаде.
Одно из больших озёр Канады — площадь водной поверхности 2033 км², общая площадь — 2279 км², четвертое по величине озеро территории Нунавут. Высота над уровнем моря 278 метров. Питание от многочисленных окружающих озер, сток на северо-восток в Гудзонов залив по реке Тлевиаза.
Название озера в переводе с языка чипевиан означает «озеро спящего острова». Озеро было открыто Самюэлем Хирном во время его путешествия 1770—1772 годов, он пометил его на карте как «озеро Айленд», Александр Маккензи во время своих путешествий 1789 и 1793 годов обозначил его как «озеро Нортлайн». Хотя торговая фактория существовала на северном конце озера достаточно давно, регион озера стал по настоящему изучаться только после Второй мировой войны, начиная с Ньюэлтин-Лейк Экспедиции 1947 года.
В настоящее время озеро приобрело большую популярность благодаря спортивному рыболовству. Специализация: северная щука, озёрная форель, арктический хариус.